# Guidan Sori
Guidan Sori este o comună rurală din departamentul Guidan Roumdji, regiunea Maradi, Niger, cu o populație de 66.969 de locuitori (2001).